# 盧若克 (哈爾科夫區)
50°4′53″N 36°7′13″E / 50.08139°N 36.12028°E
盧若克（烏克蘭語：Лужок）是位於烏克蘭東部的村莊，由哈爾科夫州哈爾科夫區的小丹尼利夫卡市鎮負責管轄。該村始建於1873年，面積0.29平方公里，海拔高度112米，2001年人口252，人口密度每平方公里860.1人。